# 北海道星置養護学校

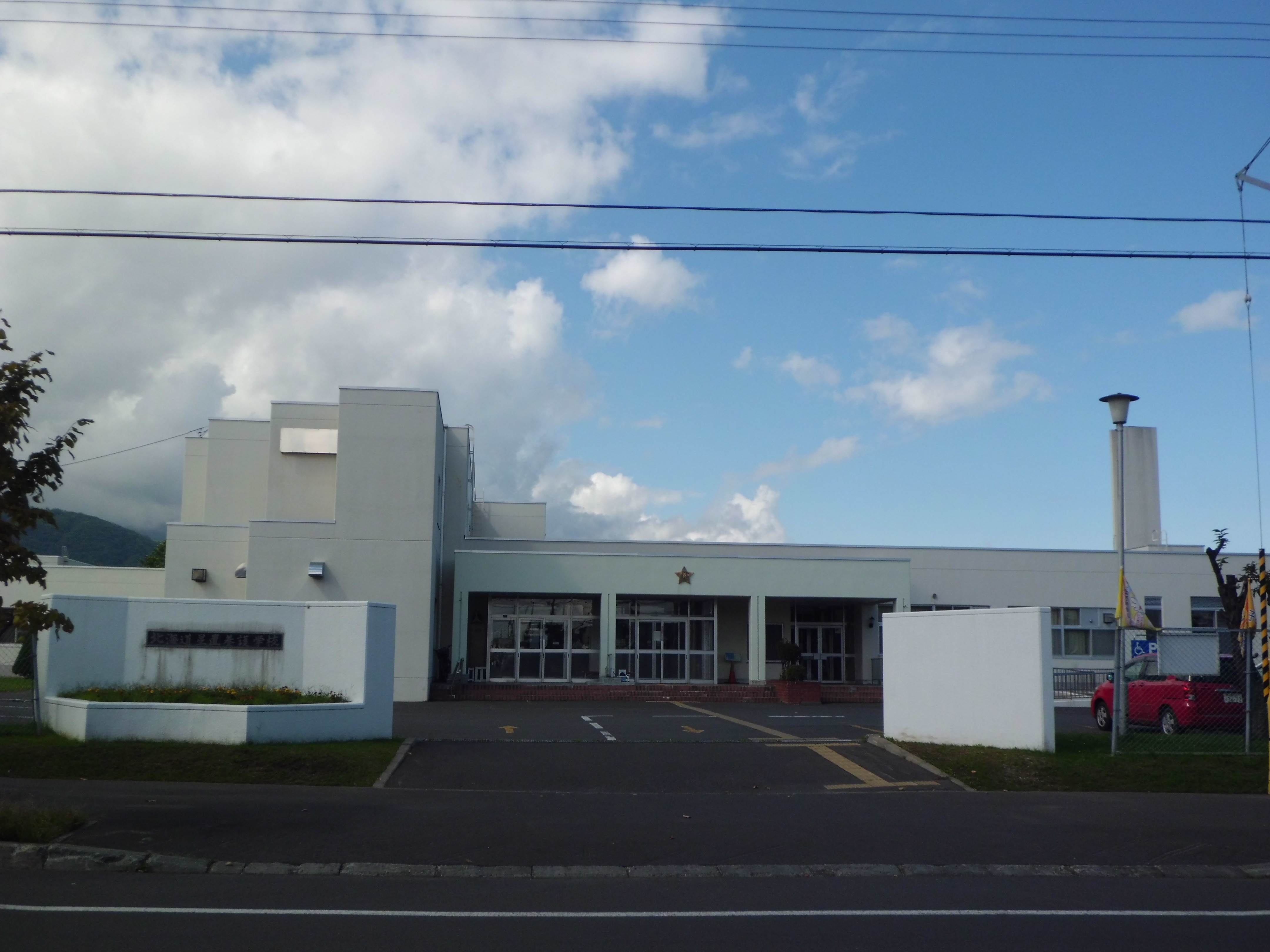
北海道星置養護学校

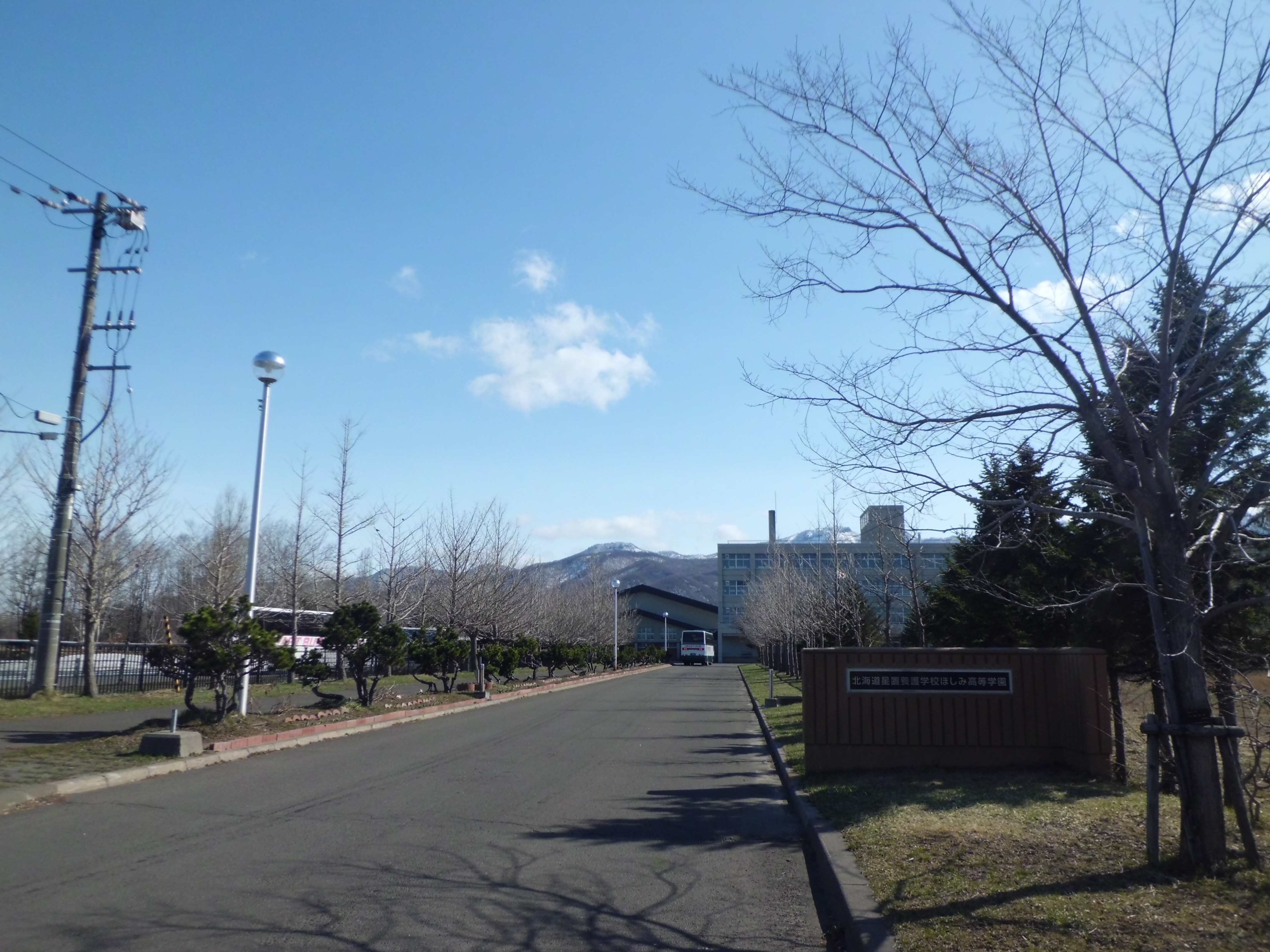
ほしみ高等学園

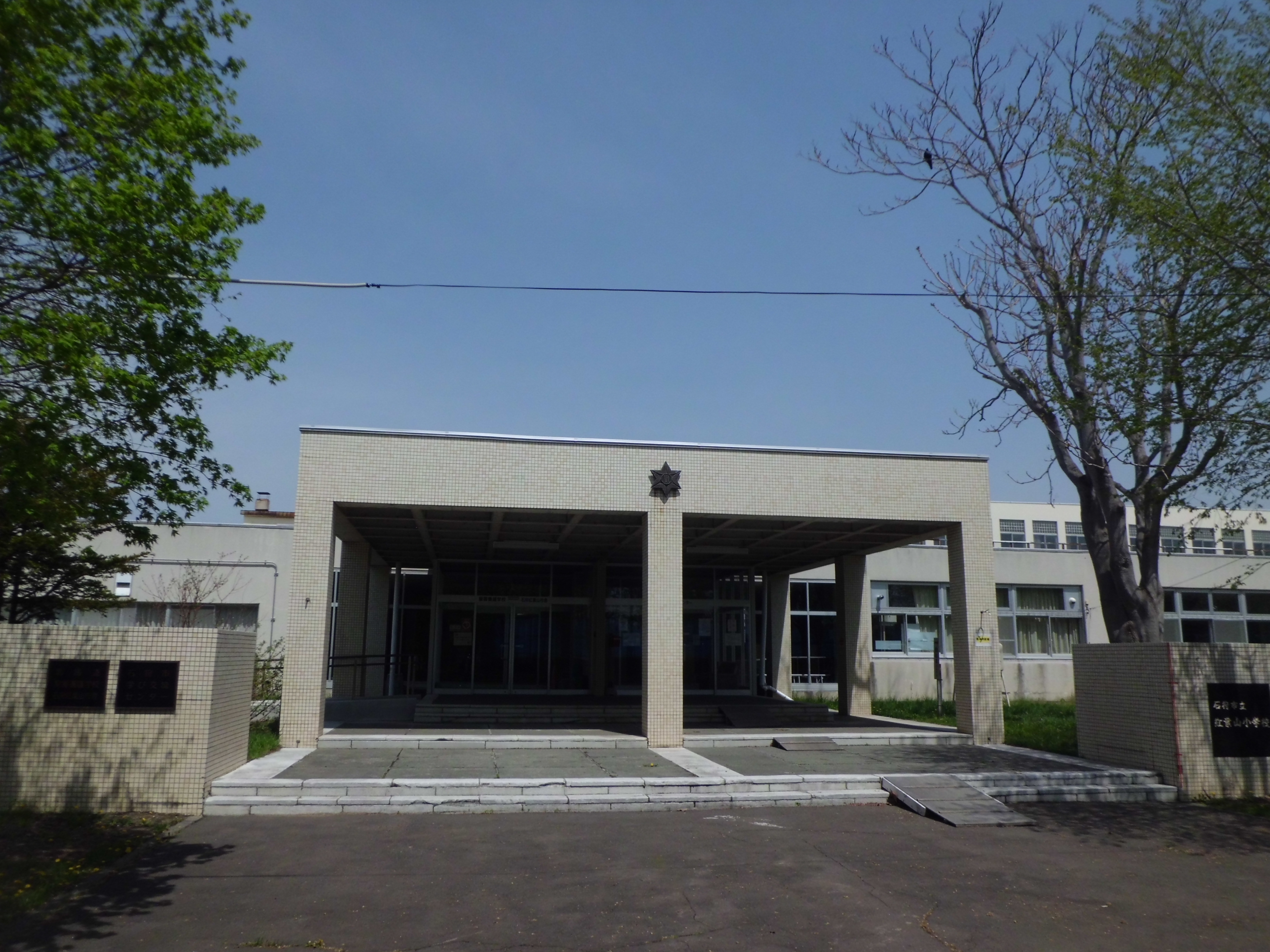
石狩紅葉山校舎

北海道星置養護学校（ほっかいどう ほしおきようごがっこう）は、北海道札幌市手稲区星置3条8丁目2-1にある道立養護学校。

## 設置学部
- 小学部
- 中学部
- 高等部

## 沿革
- 1979年4月1日 - 開校。
- 1998年4月1日 - 高等部設置。
- 2011年1月 - 石狩市に分教室として「石狩紅葉山校舎（小・中学部）」を開設（旧石狩市立紅葉山小学校の校舎を活用）。
- 2014年4月1日 - 旧北海道札幌稲西高等学校の校舎を活用して高等部を移転し、分校として「ほしみ高等学園」を開設[1]。

## 通学区域
- 札幌市北区、西区、手稲区
- 石狩市（浜益区を除く）